# Chêne-Bougeries
Chêne-Bougeries es una ciudad y comuna suiza del cantón de Ginebra. 

## Geografía
La comuna de Chêne-Bougeries está situada anexa al este de la ciudad de Ginebra. La mayor parte de su territorio está formado por chalets y acoge el barrio de clase alta de Conches. Limita al norte con las comunas de Cologny y Vandœuvres, al este con Chêne-Bourg y Thônex, al sur con Veyrier, y al oeste con Ginebra.